# 愛知県立岩津高等学校
愛知県立岩津高等学校（あいちけんりついわづこうとうがっこう）は、愛知県岡崎市東蔵前町字馬場に所在する県立の高等学校。
全国高等学校家庭クラブ連盟の会員校である。

## 沿革
- 1935年（昭和10年） - 岩津農商学校開校。神戸高等商船学校教授の足立一平によって創立された[1]。
- 1944年（昭和19年） - 愛知県岩津農学校と改称。
- 1948年（昭和23年） - 学制改革により愛知県立岩津農業高等学校となる（10月に愛知県立岡崎高等学校岩津分校となる）。
- 1949年（昭和24年） - 愛知県立岩津高等学校（普通科、農業科、家政科）となる。山中、矢作に分校を設置。
- 1955年（昭和30年） - 市町村合併により学校の所在地が額田郡岩津町から岡崎市に変更となる。
- 1962年（昭和37年） - 普通科、農業科を募集停止。
- 1964年（昭和39年） - 山中分校が廃校。
- 1965年（昭和40年） - 矢作分校が廃校。
- 1986年（昭和61年） - 普通科を復活。食物調理科を新設。
- 1994年（平成6年） - 家政科に替え生活デザイン科を新設。
- 2004年（平成16年） - 食物調理科を調理国際科に学科改編。
- 2017年（平成29年）6月28日 - 岩津高校の正門旧門柱を含む13校の門柱（愛知県立旧制学校の門柱）が登録有形文化財に登録された[2][3]。

## 同窓会
- 所在地が東蔵前町字馬場にあるため、「馬場会」と呼ばれる。

## 学校行事

### 前期
- 4月：入学式・遠足
- 6月：バレーボール大会
- 7月：ふれあい交流会
- 9月：体育大会

### 後期
- 10月：修学旅行（2年生）
- 11月：文化祭・中学生体験入学
- 1月：卒業発表会
- 2月：芸術鑑賞会・予餞会
- 3月：球技大会・卒業式

## 学科別の行事

### 調理国際科
- 歓迎会食会
- 食調校外実習
- 親子料理教室

### 生活デザイン科
- 色彩検定
- 家庭科技術検定
- 情報処理実習

## 部活動

### 運動部
- 陸上部
- 卓球部
- バレーボール部
- バスケットボール部
- テニス部
- サッカー部
- ソフトボール部
- 野球部
- ライフル射撃部
- バドミントン部

### 文化部
- オーケストラ部
- 創造表現部(演劇・放送・動画編集）
- 美術部
- 商業部
- 茶道部
- 華道部
- 食物部

## 出身者
- 中根鎭夫（岡崎市長）[4]

## 交通アクセス
- 名鉄名古屋本線 東岡崎駅から名鉄バス「東蔵前」バス停下車、東へ徒歩で約5分。